# Martín Pautasso
Martín Alberto Pautasso (Justiniano Posse, Córdoba, 17 de mayo de 1979) es un exfutbolista argentino que se desempeñaba como defensor lateral derecho o como mediocampista. Su último club fue Independiente Rivadavia. 

## Trayectoria
Sus inicios en el fútbol fueron en su ciudad natal, Justiniano Posse, en el Club Complejo Deportivo Teniente Origone. Luego pasó por la academia Renato Cesarini (Rosario - Santa Fe).

## Clubes
| Club                        | País      | Año       |
| --------------------------- | --------- | --------- |
| Banfield                    | Argentina | 1998-2000 |
| Gimnasia y Esgrima La Plata | Argentina | 2000-2005 |
| Independiente               | Argentina | 2005-2006 |
| AEK Atenas FC               | Grecia    | 2006-2007 |
| Olimpia                     | Paraguay  | 2007-2008 |
| Belgrano                    | Argentina | 2009-2010 |
| Atlético Tucumán            | Argentina | 2010-2011 |
| Huracán                     | Argentina | 2011-2012 |
| Independiente Rivadavia     | Argentina | 2012      |

## Estadísticas
| Lugares          | PJ  | Goles | Promedio |
| ---------------- | --- | ----- | -------- |
| Argentina        | 300 | 9     | 0,02     |
| Extranjero       | 34  | 0     | 0,06     |
| Copas de América | 11  | 1     | 0,10     |
| Copas de Europa  | 2   | 0     | 0,00     |
| Total            | 347 | 11    | 0,03     |